# Willem Ernst van Saksen-Weimar-Eisenach
Willem Ernst Karel Alexander (Weimar, 10 juni 1876 – Heinrichau, (nabij Münsterberg, Silezië), 24 april 1923) was van 1901 tot 1918 de laatste groothertog van Saksen-Weimar-Eisenach.

## Regering
Als zoon van prins Karel August (1844-1894) volgde hij op 5 januari 1901 zijn grootvader Karel Alexander op.
Willem Ernst zette met het zogenaamde Neue Weimar het mecenaat van zijn voorgangers voort door de kunstenaars Hans Olde, Henry Van de Velde en Adolf Brütt aan zijn hof te verzamelen. Hij liet Theodor Fischer de Universiteit Jena renoveren en stelde het Weimarer Theater onder de hoede van de destijds als vernieuwer van de theatertechniek bekende Max Littmann. De uitgever Eugen Diederichs en de auteur Johannes Schlaf vestigden zich onder zijn bewind in respectievelijk Jena en Weimar. Vlak voor zijn aftreden haalde hij de architect Walter Gropius naar zijn hof.
In 1915 heeft hij het Wilhelm-Ernst Oorlogskruis ingesteld.

## De Nederlandse troon
Volgens de Nederlandse Grondwet was Willem Ernst, als kleinzoon van Sophie der Nederlanden, na koningin Wilhelmina de naastgerechtigde tot de Nederlandse troon. Toen zij begin 20e eeuw verschillende miskramen had, werd serieus rekening gehouden met de mogelijkheid dat hij koning der Nederlanden zou worden, hetgeen bij sommigen leidde tot angst voor een vergrote Duitse invloed op of zelfs annexatie van Nederland.
Daar de grondwet bepaalde dat de koning der Nederlanden geen vreemde Kroon kon dragen, meenden sommige juristen dat Willem Ernst hiermee van opvolging was uitgesloten. Andere meenden echter dat hij of zijn nakomelingen - indien Wilhelmina kinderloos zou sterven - slechts zouden moeten kiezen tussen de Nederlandse en de Weimarse troon. De geboorte van Wilhelmina's dochter Juliana in 1909 maakte de kans op troonsbestijging door een lid van het Huis Saksen-Weimar-Eisenach een stuk kleiner en met de grondwetswijziging van 1922 - volgens welke het recht op troonopvolging werd beperkt tot nakomelingen van Wilhelmina en voor verdere verwanten niet verder dan tot in de derde graad- verdween deze geheel.

## Abdicatie
Willem Ernst deed in de Novemberrevolutie op 9 november 1918 troonsafstand. Saksen-Weimar-Eisenach werd hierop een vrijstaat en ging in 1920 op in de Vrijstaat Thüringen. Hij stierf op 24 april 1923 in Heinrichau, (gemeente Münsterberg in Silezië).

## Huwelijk en nakomelingen
Willem Ernst huwde op 30 april 1903 Caroline, dochter van Hendrik XXII van Reuss oudere linie. Bijna was de trouwerij niet doorgegaan, want de avond tevoren kregen de aanstaanden spijt, en meldden aan de Duitse keizer Wilhelm II dat het huwelijk werd afgeblazen. De keizer - die voornemens was dit huwelijk bij te wonen - nam hiermee geen genoegen en schreef de aanstaande bruidegom: Wenn ich, der Deutsche Kaiser, zu deiner Hochzeit herkomme, dann kannst du am Abend vorher nicht erklären, du wolltest nicht heiraten. Du hast mir deinem Fahneneid Treue gelobt, und ich befehle dir dass du Morgen heiratest.. Het huwelijk werd voltrokken en bleef kinderloos. Na haar dood op 17 januari 1905 hertrouwde hij op 21 mei 1910 met Feodora van Saksen-Meiningen, kleindochter van George II van Saksen-Meiningen.
Kinderen en nazaten uit het tweede huwelijk:
- Sophie Louise Adelheid Marie Olga Carola (Weimar, 20 maart 1911 - Hamburg, 21 november 1988); zij trouwde te Heinrichau 7 maart 1938 met vorst Frederik Gunther van Schwarzburg (1901-1971); dit huwelijk, dat nog in het huwelijksjaar werd ontbonden, bleef kinderloos.
- Karel August Willem Ernst Frederik George Johan Albert (Schloss Wilhelmsthal, 28 juli 1912 - Schienen am Bodensee, 14 oktober 1988); hij trouwde te Wartburg 5 oktober 1944 met Elisabeth von Wangenheim-Winterstein (1912-2010); uit dit huwelijk twee dochters en een zoon.
- Bernhard Frederik Viktor Ruprecht Adelbert Ernst Lodewijk Herman Hendrik (Weimar, 3 maart 1917 - Wiesbaden, 23 maart 1986); hij trouwde te Heinrichau 12 maart 1943 met Felicitas van Salm-Horstmar (1920); uit dit huwelijk, dat in 1956 werd ontbonden, een dochter en twee zoons.
- George Willem Albert Bernard (Heinrichau, 24 november 1921 - Bad Krozingen, 11 maart 2011); hij trouwde te Freiburg op 5 februari 1953 met Gisela Jänisch (1930-1989); uit dit huwelijk drie dochters. Prins George deed met dit huwelijk afstand van zijn dynastieke rechten en nam de naam Jörg Brena aan.

## Noot
1. ↑  O. Lindeman, Vorstenschemering. De families, de onderlinge verhoudingen, de huwelijken, de paleizen en hoven en de val der Europese dynastieën met wat daaraan voorafging en wat overbleef Zaltbommel, 1974, p. 136; vertaling: Als ik, de Duitse Keizer, naar jouw huwelijk kom, dan kan jij niet de avond van tevoren verklaren dat je niet wilt trouwen. Jij hebt mij met je vaaneed trouw belooft, en ik beveel je morgen te trouwen